# NGC 2603
NGC 2603 (również PGC 3133653) – galaktyka znajdująca się w gwiazdozbiorze Wielkiej Niedźwiedzicy. Odkrył ją 9 lutego 1850 roku George Stoney – asystent Williama Parsonsa. Część źródeł (np. baza SIMBAD) błędnie podaje, że NGC 2603 to galaktyka PGC 24117, której poprawna nazwa to NGC 2606.